# Медведица луговая
Медведица луговая, или медведица-скоморох, (лат. Diacrisia sannio) — бабочка семейства Медведицы.

## Этимология названия
лат. sannio в переводе с латинского языка означает «скоморох», «шут», «паяц». Таким названием бабочка, вероятно, обязана своей пёстрой окраске.

## Синонимы
- Diacrisia russula (Linnaeus, 1758);
- Phalaena sannio (Linnaeus, 1758);
- Phalaena russula (Linnaeus, 1758);
- Phalaena vulpinaria (Linnaeus, 1758);
- Diacrisia caucasica (Schaposchnikoff, 1904);
- Diacrisia mortua (Staudinger, 1887)

## Внешний вид
Выражен половой диморфизм. Самцы отличаются более крупными размерами: их размах крыльев 40—48 мм, а у самок 32—42 мм и более светлой окраской крыльев. Передние крылья жёлтые, у самок имеют более насыщенный цвет и яркую бордовую краевую полосу. На каждом крыле проходит красная либо розоватая кайма. Самка гораздо меньше, её передние крылья темно-оранжевого цвета, задние — оранжевые с чёрным.

♂
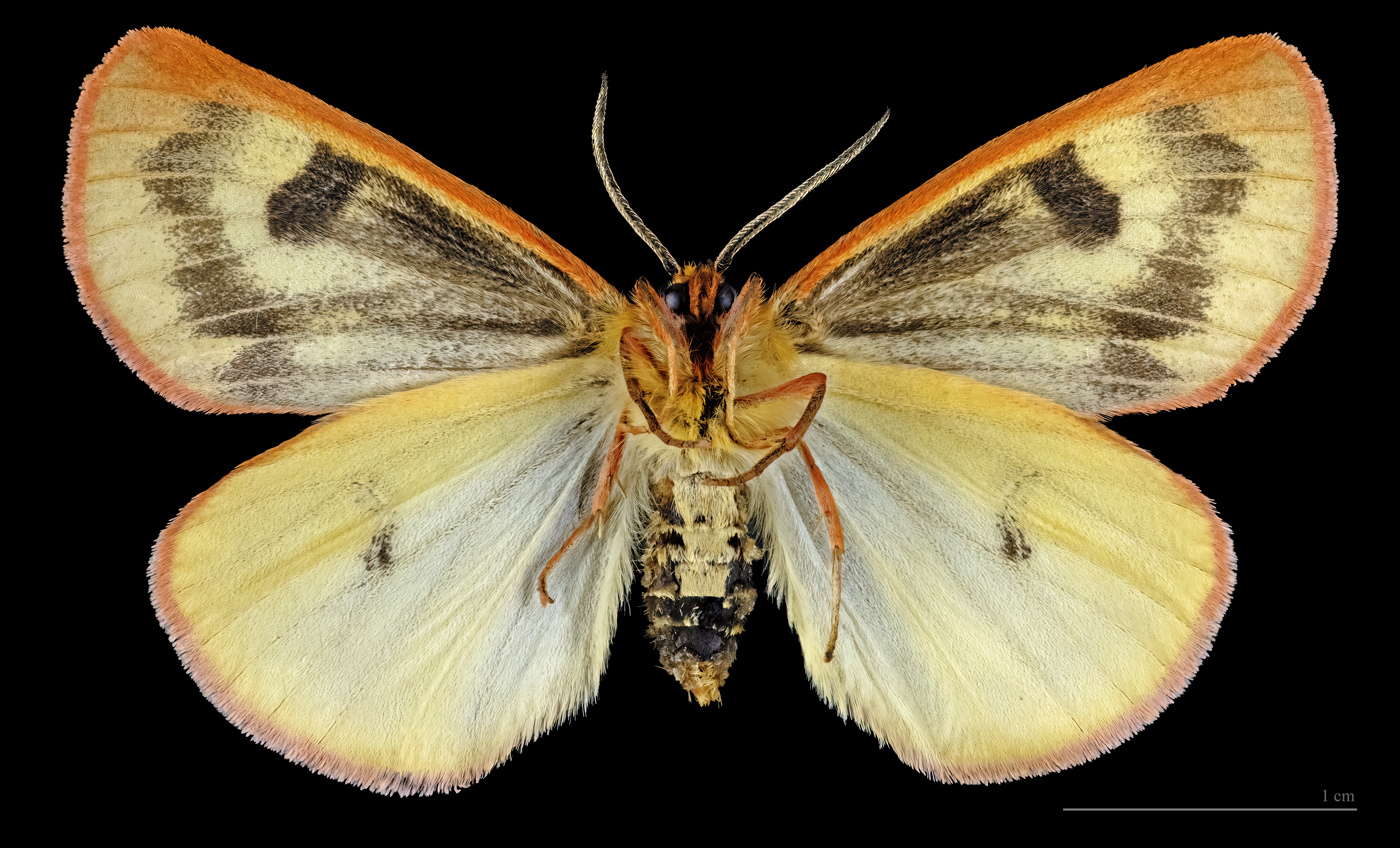
♂ △

## Ареал
Распространена повсеместно в Европе, западной и центральной частях Азии, до 68 град. северной широты. Обитает также в европейской части России, в Крыму, на Кавказе, в Казахстане, Средней Азии, Сибири до Забайкалья и Центральной Якутии. Восточнее - на юге Приохотья, в Приамурье, Приморье, на Кунашире, также в Японии, Корее и на востоке Китая обитает внешне очень похожий вид - Diacrisia irene Butler, 1881.
Предпочитает места с повышенной влажностью — речные поймы, горные леса, предгорная лесостепь, поляны, заболоченные луга, болотные леса и речные поймы, лесные питомники, влажные лесные прогалины, заросшие травой. В горах поднимается на высоты до 2400 м н.у.м.

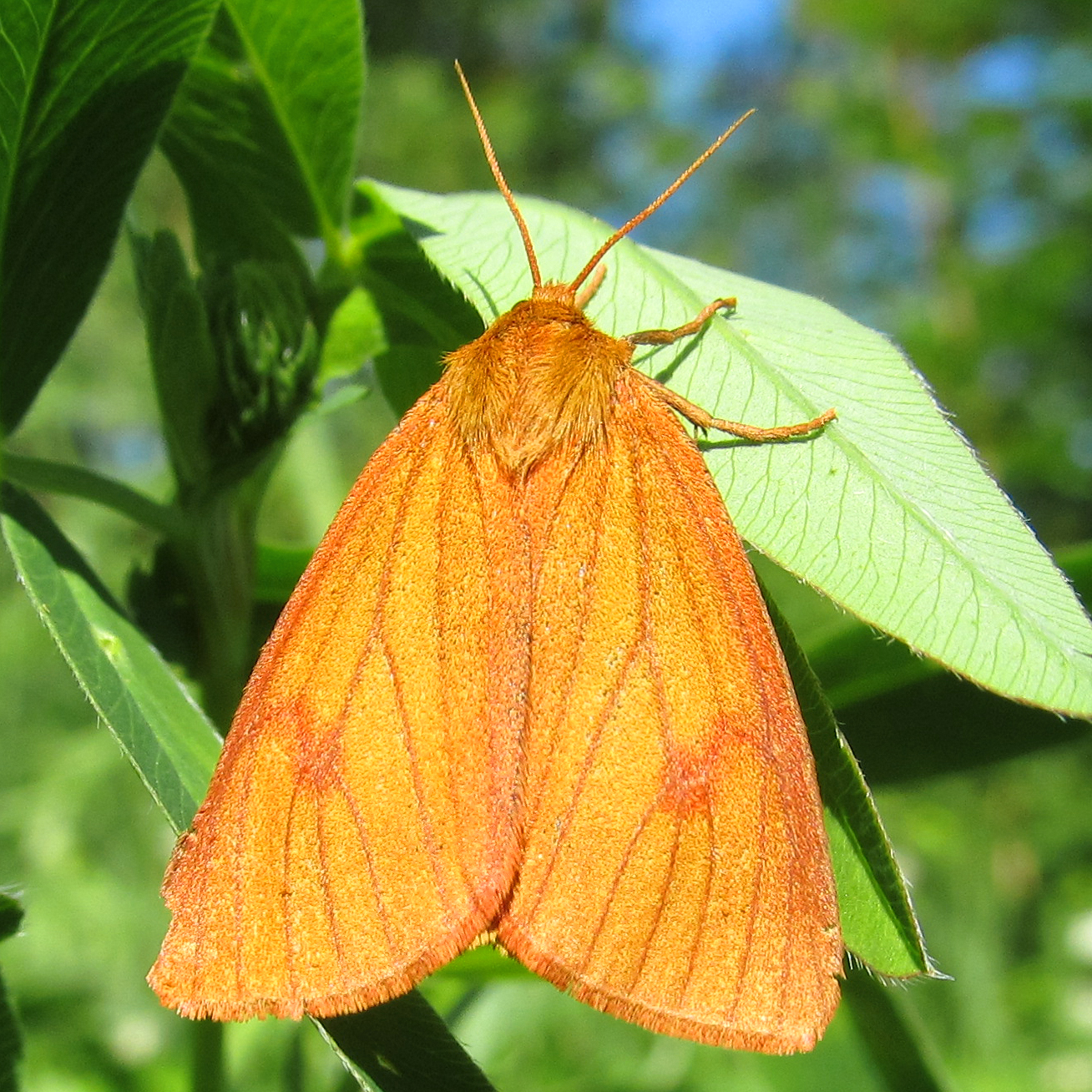
Медведица луговая Самка

## Биология
Время лёта с июня до июля. Обычно в средней полосе развивается одно поколение в год. В некоторые годы даёт второе поколение, бабочки которого летают с июля до августа. В Крыму и на юге своего ареала дает два поколения: первое: май—июнь, второе — июль—сентябрь. Самцы летают и днём и ночью, наиболее активны в сумерках. Самки обычно неподвижно сидят на растениях. Среди самок встречаются особи с несколько редуцированными крыльями.
Гусеница питается на крапиве, подмареннике, одуванчике, подорожнике, вереске и других растениях. Активна ночью. Зимует гусеница.